# Mindelo
Mindelo (crioll capverdià Mindel) és una ciutat portuària de Cap Verd, situada a la part nord de l'illa de São Vicente. Té una població de gairebé de 70.000 habitants i és la segona ciutat més gran de Cap Verd, després de la capital, Praia. La ciutat suposa el 96% de la població total de l'illa de São Vicente. Sol considerar-se com la capital cultural del país i l'origen de la morabeça, estendard dels capverdians.

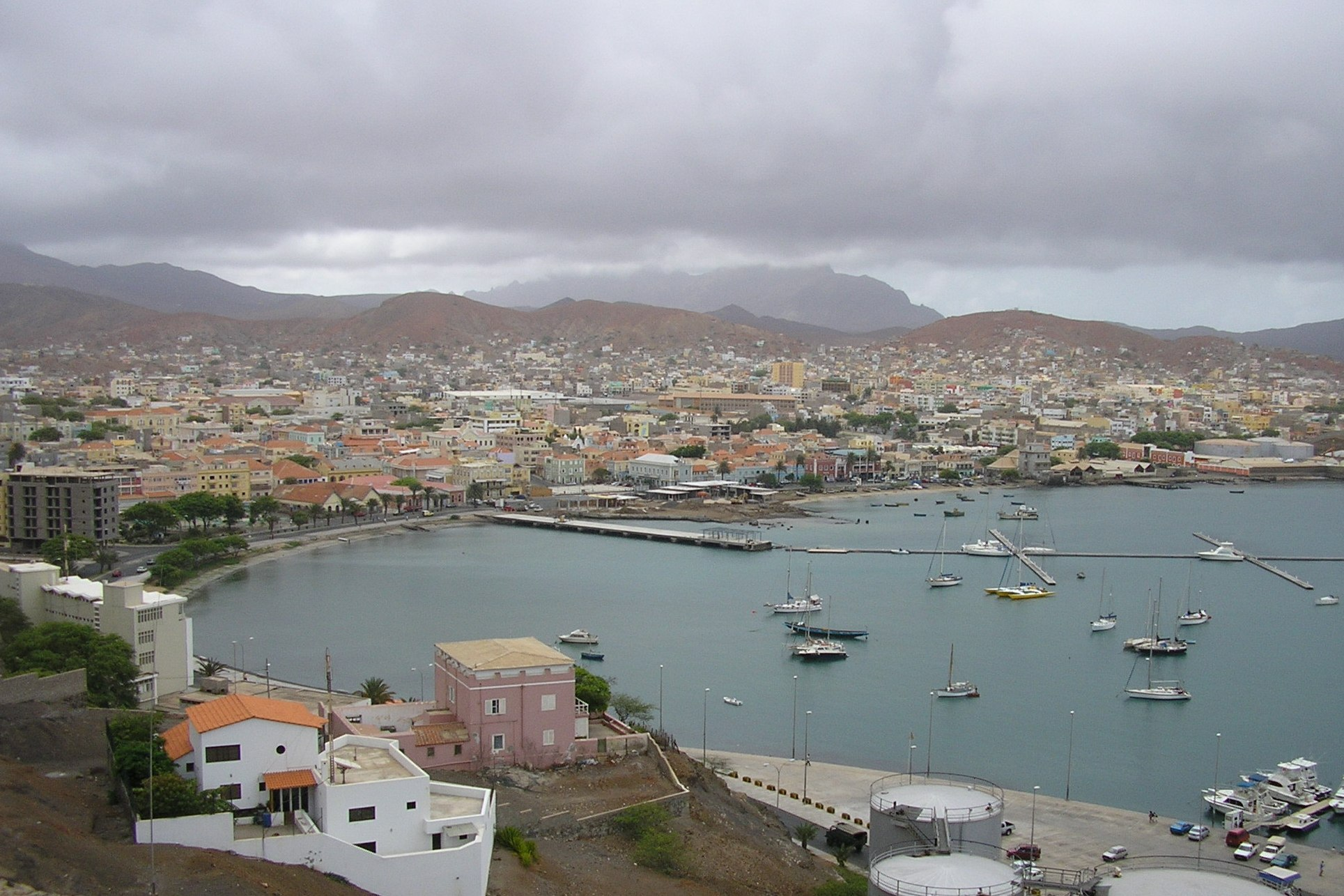
Vista de Mindelo des de Fortim.

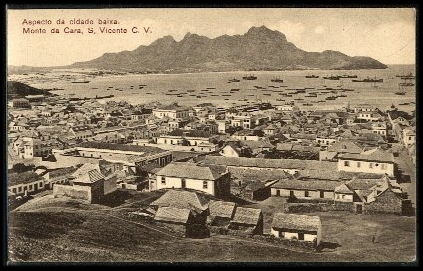
Vista de Mindelo a començament del segle XX

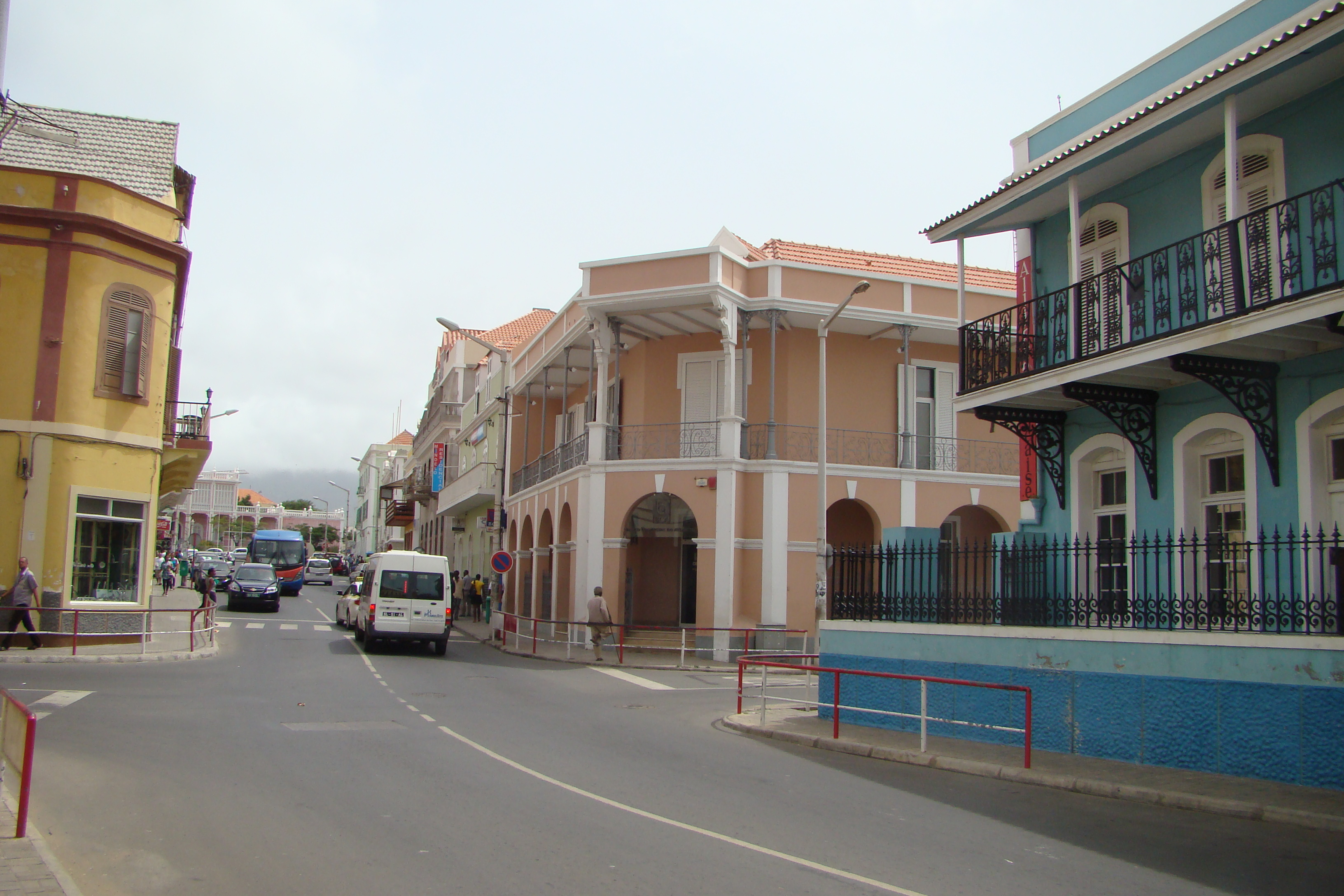
Nucli històric de Mindelo: Cruïlla de la Rua Lisboa amb l'Av. 5 de Julho

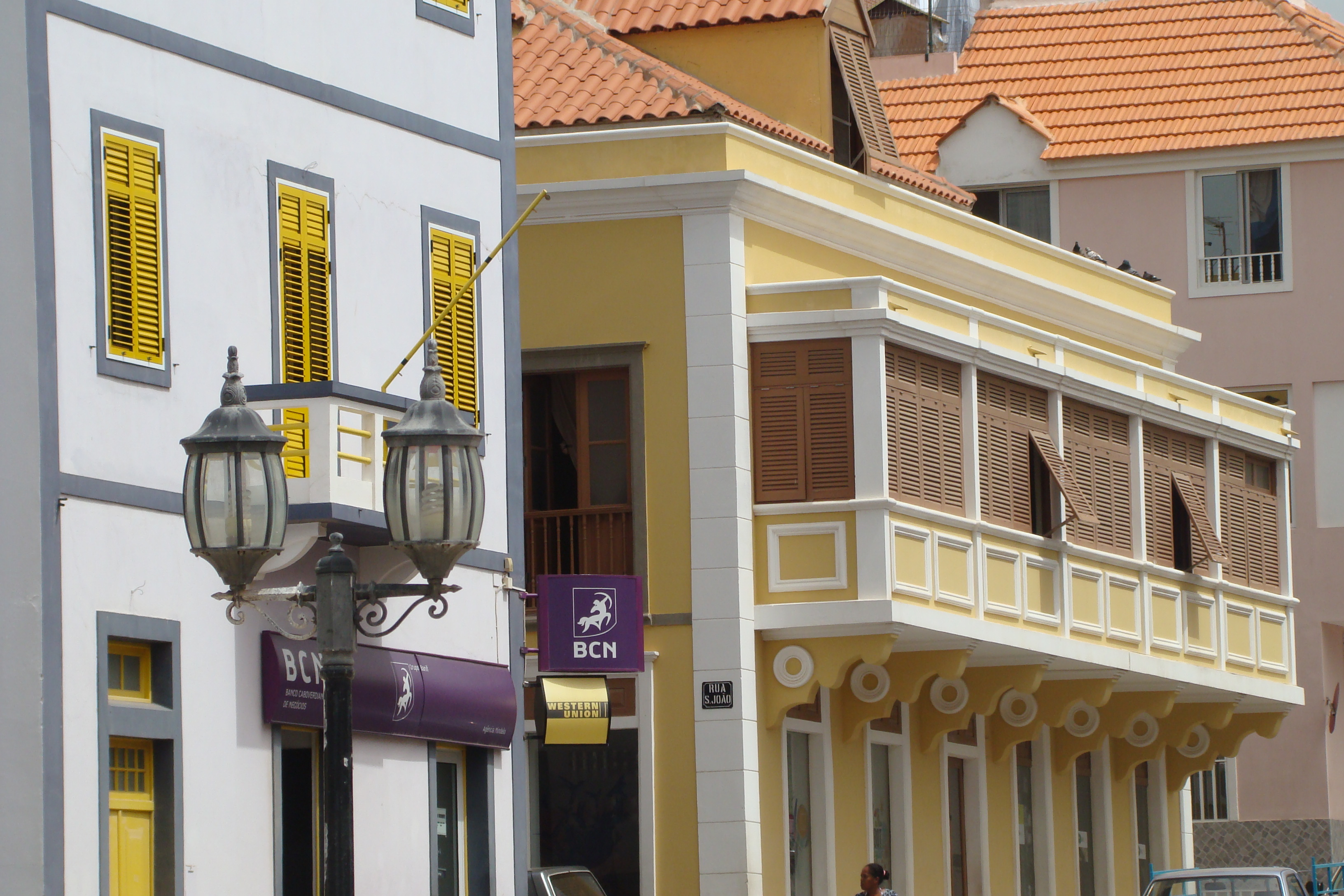
Nucli històric de Mindelo: Cases colonials

## Situació
Està situada en la Badia de Porto Gran, que permet disposar d'un ampli port d'aigües profundes, enfront de l'Illa de Santo Antão, en la costa nord-oest de l'illa de São Vicente. Des del 14 d'abril de 1879 és capçalera del municipi de São Vicente, que comprèn la totalitat de l'illa, juntament amb la veïna illa de Santa Luzia. El municipi té una única parròquia, denominada de Nossa Senhora da Luz, el cap de la qual està igualment a la ciutat. Els nuclis de població més propers a Mindelo, són els de Seixal, a l'est; Lazareto, a l'oest; i Madeiral, al sud-est.
A 7 km de la ciutat, se situa l'Aeroport Internacional Cesária Évora, situat en el nucli de São Pedro.

## Demografia
Segons el cens de 2010 Mindelo té una població de 70,468 habitants (50.000 a mitjans dels 1990) i és la segona ciutat més poblada de Cap Verd després de Praia.
| Població de la ciutat de Mindelo (1990–2010) | Població de la ciutat de Mindelo (1990–2010) | Població de la ciutat de Mindelo (1990–2010) |
| -------------------------------------------- | -------------------------------------------- | -------------------------------------------- |
| 1990                                         | 2000                                         | 2010                                         |
| 47.109                                       | 62.497                                       | 70.468                                       |

## Divisió administrativa
A Mindelo li correspon administrativament zona del mateix nom i es divideix en els següents lugares:
1. Chã de Alecrim
2. Matiota / Cais Acostável
3. Alto Miramar / Alto Santo António
4. Zona Militar
5. Torrada
6. Alto São Nicolau
7. Alto Solarino / Fonte Cónego / Forca
8. Chã de Monte Sossego
9. Lazareto
10. Morro Branco
11. Bela Vista / Pedreira
12. Campinho
13. Centro Cidade / Morada
14. Chã de Cemitério
15. Cruz João Évora
16. Dji D'Sal
17. Fonte Inês / Espia
18. Fernando Pó / Horta Seca
19. Fonte Cónego
20. Fonte Filipe
21. Fonte Francês
22. Monte / Craca
23. Monte Sossego
24. Madeiralzinho
25. Pedra Rolada
26. Ribeira Bote
27. Ribeira da Craquinha
28. Ribeira de Julião
29. Ribeirinha
30. Vila Nova / Lombo Tanque
31. Fortinho
32. Chã de Marinha

## Història

### La fundació de la ciutat
Des de la seva fundació en 1795, sota la denominació d'Aldeia de Nossa Senhora da Luz, fins a la meitat del segle xix, Mindelo era un grup de cabanyes (palhoças) de pastors i un petit varador de pescadors. En 1819, quan explicava amb prou feines amb 120 habitants, el governador António Pusich, apreciant les possibilitats del lloc com a port, va traslladar 56 famílias des de Santo Antão i li va donar el nou nom de Ciudad Leopoldina, en homenatge a l'emperadriu Maria Leopoldina d'Áustria, esposa del rei Pedro IV. En 1821 el lloc va aconseguir la població de 295 habitants, encara que una perllongada sequera la va reduir en els anys següents. El setembre del 1835 és nomenat governador Joaquín Pereira Marinho, qui convenç a l'anglès John Lewis per visitar l'illa, amb l'objectiu d'analitzar les possibilitats del port natural per servir d'escala als navilis de l'anglesa Companyia d'Índies. Malgrat comptar amb tot just 340 habitants, convençut de les possibilitats de futur, Marinho defensa aferrissadament la idea de crear una nova capital per a Cap Verd a Porto Grande. Per decret ministerial, amb aval reial, l'11 de juny de 1838 s'autoritza el trasllat de la capital des de Praia a Porto Grande. El trasllat, no obstant això, mai va arribar a realitzar-se, en part per la resistència de la pròpia capital, en part per desistiment del governador Marinho.

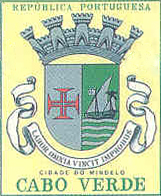
Antic escut de Mindelo

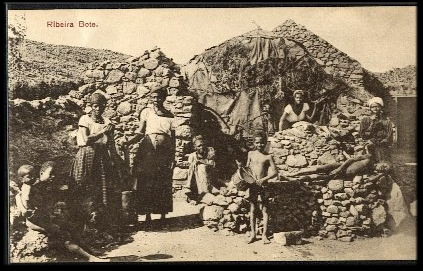
Barri pobre de Ribeira Bote, Mindelo

En 1838, des de la metròpoli es va decretar el canvi de nom de la població a Mindelo, en record del desembarcament del rei Pere IV de Portugal a la ciutat homònima portuguesa. Aquest mateix any, es va instal·lar en la localitat la companyia anglesa "East Índia", habilitant un magatzem de carbó per a proveir-se dels vapors de les seves línies. A causa d'això, i immediatament, a partir de 1840, els navilis d'altres companyies angleses, com la "Royal Mail", que feien el camí que vorejava Àfrica cap a l'Índia (fins a 1867, no es va obrir el canal de Suez), així com altres companyies que viatjaven fins a Sud-amèrica, van començar a utilitzar el port per fer escala d'aprovisionament. Seria la "Royal Mail" qui gestionés el subministrament de carbó (1950), una vegada abandonat el port per l'"East índia".

### El desenvolupament portuari
En 1852, el govern colonial crea el concejo de São Vicente, separant-ho del de Santo Antao, de qui depenia fins llavors. Alhora, a Lisboa, es planifica el traçat de la nova ciutat, juntament amb el del seu port, i comença la construcció amb l'aixecament del Fortim d'el-Rei, enclavat en una altell al centre de la línia de badia. Amb el desenvolupament de l'activitat portuària, la ciutat de Mindelo va començar a créixer de forma significativa i, en 1857, ja disposava d'un nucli urbà format per quatre carrers principals, quatre travesseres, dues places i més de 170 habitatges, amb una població estimada de 1.400 habitants, passant a ser considerada amb la categoria de vila. Ja en 1856, una greu epidèmia de còlera havia afectat al seu creixement, però va ser en 1861 quan una altra epidèmia, aquesta vegada de febre groga, va reduir la seva població a la meitat i va tallar el tràfic portuari de forma dràstica. La ciutat es va reposar ràpidament, gràcies a la immigració des d'altres illes de l'arxipèlag, i en 1873 es va tendir i va posar en funcionament el primer cable submarí de telègraf fins a Portugal i Brasil. En 1988, es connectaria amb Praia, i amb Àfrica occidental. Tot això va propiciar la instal·lació a la ciutat d'un important nucli d'europeus, especialment anglesos, que treballaven en la companyia de telègrafs, així com un auge econòmic que va convertir a Mindelo a la ciutat més rica de l'arxipèlag, principal contribuïdora d'impostos de la colònia (un 25% del total) malgrat només albergar al 9% de la població de Cap Verd.
L'any 1879, Mindelo va obtenir el rang de ciutat, assolint els 3.300 habitants, amb una estructura urbana consolidada, amb un gran nombre d'edificis públics, i alguns privats, de gran port, il·luminació als seus carrers, i molta vegetació ornamental. Era ja, també, un important centre comercial. Al juny de 1880, es va inaugurar la primera escola i la biblioteca pública, amb més de mil volums, tots adquirits a través de donatius. També en 1880 es va iniciar la construcció del primer hospital de l'illa. En 1886 s'inaugura el subministrament públic d'aigua, que permetia a més proveir als navilis mitjançant un pont-grua. Tres anys després, en 1889, s'aconsegueix el moment de major tràfic en el port, amb 1.927 vaixells mercants de gran tonatge. No obstant això, aquest auge econòmic era paral·lel al creixement d'una població empobrida, amuntegada en infrahabitatges en els suburbis de la ciutat, amb sous de misèria i duríssimes condicions de vida, sense protecció social cap i sense condicions higièniques. Això va contribuir, juntament amb el treball en els magatzems de carbó, a una extensió important de la tuberculosi entre la classe obrera. I el tràfic portuari, va generar un gran creixement de la prostitució i, en conseqüència, de les malalties venèries, especialment de la sífilis, que va arribar a suposar un greu problema per la seva alta mortalitat.

### La decadència del port de Mindelo
A partir dels anys 1890, el port de Mindelo entra en decadència, especialment per la fugida de les companyies angleses cap a altres ports, com Las Palmas de Gran Canària o Dakar. En 1891, es registra l'acomiadament de gairebé 2.000 treballadors per les empreses carboneres, la qual cosa va deslligar una greu fam. La situació s'agreuja en els primers anys del segle xx, en perdre posicions el carbó enfront del petroli, com a combustible dels navilis mercants. Malgrat la creació d'institucions de tipus assistencial, la situació acaba generant regirades perquè s'adoptin mesurades per part del govern, sent la més important la concentració de 4.000 treballadors davant l'ajuntament, en 1912. També creix de forma important la taxa d'alcoholisme en la població, fins al punt que, en 1924, el governador prohibeix l'entrada de qualsevol tipus d'aiguardent al port. En els primers anys 1930, una profunda crisi en els transports marítims de llarga distància, vinculada amb el "crac del 29" i la "Gran Depressió", gairebé suposa la ruïna del port de Mindelo, situació agreujada per la carestia de queviures que va sofrir la ciutat en 1933-34. En la dècada següent, es van reproduir les fams i es va iniciar un èxode de treballadors cap a la metròpoli i Amèrica, que va afectar més del 30% de la població de la ciutat.
No obstant això, la ciutat mantenia un caràcter urbà i avançat respecte a la resta de l'arxipèlag i, des de 1917, funcionava el Liceu Nacional, que va ser la primera institució educativa de l'arxipèlag, la qual cosa li va donar preeminència en l'àmbit cultural. En aquesta institució estudiarien els principals impulsors de la independència, inclòs Amílcar Cabral, així com l'actual president, Pedro Pires, i diverses figures de la cultura.

### Recuperació econòmica
A partir de 1968, la dinàmica canvia i Mindelo torna a atreure l'activitat econòmica, gràcies a una major atenció del govern colonial, primer, i al paper rellevant que li dona el govern després de la independència (1975). Però també, gràcies a l'arribada de remeses dinerarias del gran nombre d'emigrants. El port de la ciutat es converteix en la principal via de sortida i arribada de les mercaderies a Cap Verd, centre exportador i prestador de serveis. L'estabilitat política va afavorir el creixement econòmic, paral·lel a un gradual creixement del turisme, i la població es va multiplicar fins a arribar als 70.000 habitants actuals.

## Llocs d'interès

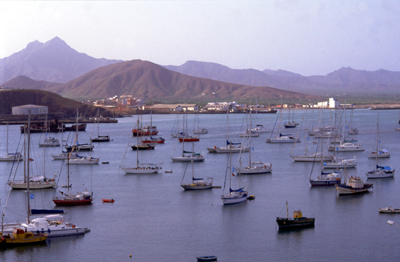
Porto Grande

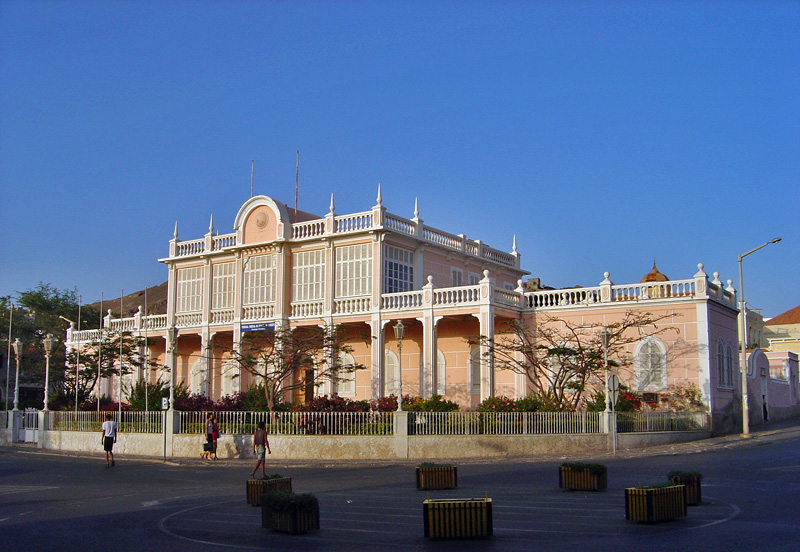
Palácio do Governador

- Palácio do Governador (Palau de Governador) té una bella arquitectura colonial. Va ser construït amb dues plantes i està ben conservat. Es va utilitzar l'estil de construcció que es representa des de l'Índia.
- Paço do Concelho – Ajuntament de l'illa
- Centro Nacional de Artesanato és una exposició que mostra les obres dels artesans capverdians. També mostra manufactures de pintures, ceràmiques, teles de batique i obres de fusta.
- Liceu Ludjero Lima (ensenyament secundari) també d'una bella arquitectura colonial.

## Agermanaments
- Oporto
- Coïmbra

## Esport
- Académica do Mindelo – Lliga capverdiana de futbol
- Castilho – Divisió Regional
- CS Mindelense – Lliga capverdiana de futbol
- FC Derby – Lliga capverdiana de futbol

## Personatges
- Cesária Évora,
- Sérgio Frusoni, poeta cavperdià
- Jorge Carlos Fonseca poeta, jurista i President de Cap Verd
- João Cleofas Martins, fotògraf e humorista capverdi+a
- João Vário (1937-2007), principal pseudònim de João Manuel Varela, escriptor, neurocirurgià, científic i professor
- Ovídio Martins, poeta capverdià